# Saint-Michel (Haute-Marne)
Pour les articles homonymes, voir Saint-Michel.
Saint-Michel est une ancienne commune française du département de la Haute-Marne en région Grand Est. Elle fait partie de la commune de Villegusien-le-Lac depuis 1972.

## Géographie
La route nationale 74 (D974) et la ligne d'Is-sur-Tille à Culmont - Chalindrey passent à l'est du village.

## Histoire
Le 1er août 1972, la commune de Saint-Michel est rattachée sous le régime de la  fusion-association à celle de Villegusien qui devient Villegusien-le-Lac. Le 1er janvier 2016, Saint-Michel perd son statut de  commune associée à cause de la création de la commune nouvelle de Villegusien-le-Lac.

## Politique et administration
| Période                                  | Période | Identité    | Étiquette | Qualité |
| ---------------------------------------- | ------- | ----------- | --------- | ------- |
| Les données manquantes sont à compléter. |         |             |           |         |
| avant 2002                               | ?       | André Camus | DVD       |         |

## Démographie
| 1866 | 1872 | 1876 | 1881 | 1886 | 1891 | 1896 | 1901 | 1906 |
| ---- | ---- | ---- | ---- | ---- | ---- | ---- | ---- | ---- |
| 251  | 247  | 260  | 243  | 228  | 233  | 201  | 188  | 178  |

| 1911 | 1921 | 1926 | 1931 | 1936 | 1946 | 1954 | 1962 | 1968 |
| ---- | ---- | ---- | ---- | ---- | ---- | ---- | ---- | ---- |
| 166  | 144  | 138  | 133  | 125  | 140  | 133  | 102  | 95   |

## Lieux et monuments
- Église Saint-Michel